# 潮州市高级中学
潮州市高级中学，是位于中国广东省潮州市的一所市直普通高中，于1954年10月4日创办，是广东省人民政府当年在全省建立的三所实验性高中之一。1995年被评为“潮州市一级学校”，是潮州市四所重点高中之一（其余三个为金山中学、南春中学、华侨中学）。
高级中学占地面积17000平方米，现有60个教学班，217名教师，3700多名学生。现任校长蔡桐生。校址位于潮州市湘桥区潮州大道中段的凤新街道莲云村。

## 历史沿革
潮州市高级中学的历史可追溯至北宋庆历年间（1041-1048），潮州前八贤之一卢侗在西湖畔的创办“湖山书屋”。
在创办湖山书屋之后不久，北宋元佑四年（1089年），潮州府在此设立州学。清道光七年（1827年）巡道李章煜在此创办”蒙泉书塾“。
1926年（民国16年）在蒙泉书塾创办潮安县立中学，此后历任县长在此相继建造教室共六间。1947年，潮安县立中学因华侨捐资兴建马蹄型教学楼三幢，分别命名为温华楼、星华楼和复兴堂，以办成完全中学。
1952年，潮安县立中学从西湖山迁至老城区北端的金山，后来成为金山中学。原校址作为粤东行署所在地。
1954年，中共广东省委、广东省人民政府决定在潮州市西湖山创办高级中学，任命当时的潮安县委书记兼任校长，杨方笙为副校长，面向粤东地区招生604名，于10月4日开学，校名为”潮安高级中学“。
1966年，因应毛泽东政府发动文化大革命，潮安高级中学改名为“潮安红卫中学”，取自红卫兵之意。
1979年12月，潮州市从潮安县析出恢复建制，同时学校改名“潮州高级中学”。2001年更名为”潮州市高级中学”，仅仅加个“市”字。
2005年8月，潮州市高级中学迁至潮州大道中段的莲云云里山新校区。而西湖山老校区则被当年新成立的“潮州市高级实验学校”接管。由于潮州市高级实验学校原为潮州市实验学校的初中部，因此与现在的高级中学无任何隶属关系。

## 校园设施
潮州市高级中学除拥有教室与学生宿舍外，在配套设施上拥有10个物理实验室、12个化学实验室、1个生化探究实验室、5个生物实验室、3个音乐室、2个美术室、1个心理咨询室和3个通用技术实验室、地理、历史专用教室各1个、乒乓球馆、艺体多功能室、舞蹈室各1个、标准篮球场4个、标准排球场2个、标准羽毛球场1个。